# Habenaria attenuata
Habenaria attenuata är en orkidéart som beskrevs av Joseph Dalton Hooker. Habenaria attenuata ingår i släktet Habenaria och familjen orkidéer. Inga underarter finns listade i Catalogue of Life.